# Nippon Budokan
Nippon Budōkan (日本武道館 (Nhật Bản Võ Đạo Quán)), thường được gọi ngắn gọn là Budōkan (武道館 (Võ Đạo Quán)) là một nhà thi đấu nằm trong Bắc Hoàn Công Viên (quần thể của Hoàng Cung Nhật Bản) ở Chiyoda, Tokyo, Nhật Bản. Mặc dù ban đầu Budokan được xây dựng để tổ chức các giải đấu võ thuật, nhưng hiện tại đây thường được biết đến nhiều hơn như một địa điểm biểu diễn âm nhạc mang tính biểu tượng ở Nhật Bản.
Budokan là địa điểm nổi tiếng của đấu vật chuyên nghiệp Nhật Bản trong một thời gian dài. Nhà thi đấu được xây dựng để tổ chức các nội dung thi đấu môn judo tại Thế vận hội Mùa hè 1964, kỳ Thế vận hội Mùa hè đầu tiên tổ chức giải đấu môn judo. Nhà thi đấu này cũng tổ chức nhiều sự kiện thể thao khác như Giải vô địch bóng chuyền nữ thế giới 1967. Gần đây nhất, nơi đây đã tổ chức các nội dung thi đấu môn karate tại Thế vận hội Mùa hè 2020 cũng như các nội dung thi đấu môn judo tại Thế vận hội Mùa hè 2020 và Thế vận hội Người khuyết tật Mùa hè 2020.
Nhiều nghệ sĩ nhạc rock nổi tiếng đã biểu diễn tại Budokan. The Beatles là ban nhạc rock đầu tiên biểu diễn ở đây, trong một loạt các buổi hòa nhạc được tổ chức từ ngày 30 tháng 6 đến ngày 2 tháng 7 năm 1966. ABBA kết thúc chuyến lưu diễn cuối cùng của ban nhạc tại đây. Buổi biểu diễn cuối cùng của ban nhạc vào ngày 27 tháng 3 năm 1980, là buổi hòa nhạc trực tiếp cuối cùng mà ABBA biểu diễn cùng nhau. Nhiều nghệ sĩ đã thu âm album trực tiếp tại Budokan, bao gồm Blur, Bryan Adams, Bob Dylan, Eric Clapton, Cheap Trick, Dream Theater, Duran Duran, Kiss, Europe, Mr. Big, Ozzy Osbourne, Judas Priest, Paul McCartney, Ringo Starr, Journey và Deep Purple.

## Địa điểm
Nippon Budokan nằm ở công viên Kitanomaru trong trung tâm Tokyo, cách hai phút đi bộ từ ga tàu điện ngầm Kudanshita, và nằm cạnh ngôi Đền Yasukuni.

## Lịch sử

### Võ thuật
Mặc dù nó vẫn có chức năng là một địa điểm tổ chức các sự kiện âm nhạc lớn, mục đích chính của nó là dành cho thi đấu võ thuật Nhật Bản. Các giải vô địch quốc gia của nhiều môn võ thuật (judo, kendo, karate, aikido, Kempo shorinji, kyūdō, naginata,...) được tổ chức hàng năm tại Budokan.

### Âm nhạc

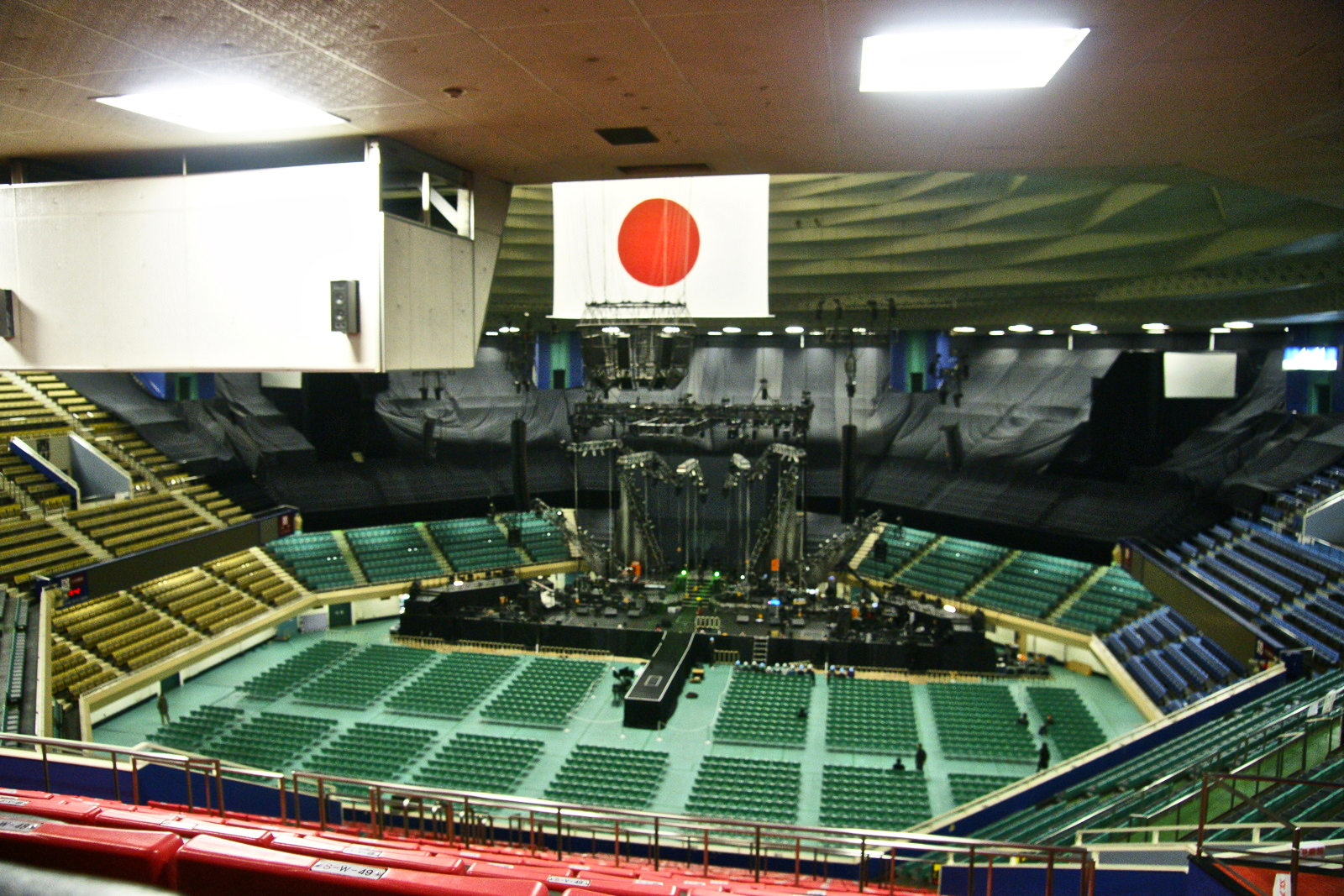
Một sân khấu tại Budokan

The Beatles là ban nhạc rock đầu tiên biểu diễn ở đây, trong một loạt show diễn vào tháng 6 - tháng 7 năm 1966; sự xuất hiện của họ đã bị phản đối vì một số người cảm thấy sự xuất hiện của một nhóm nhạc phương Tây sẽ làm xấu đi đấu trường võ thuật.
Tháng 7 năm 1973 truyền hình Nhật Bản ghi lại màn biểu diễn của nhóm Santana tại Budokan.
Budokan trở nên nổi tiếng trên khi các nghệ sĩ Mỹ: Santana, Cheap Trick và Bob Dylan biểu diễn tại đây.
Các nghệ sĩ phát hành bản ghi âm trực tiếp từ địa điểm này bao gồm:
1970s:
- Kiss; 1977; Album Lost Alive.
- Deep Purple; 1972; Album Made in Japan.
- Bay City Rollers; 1977; Album Rollerworld, Live at the Budokan
- Ian Gillan Band; 1977–1978; Album Live at the Budokan (Vols. 1-2).
- Eric Clapton; tháng 12 năm 1979; Album Just One Night.

1980s:
- Sadao Watanabe; 1980; How's Everything.
- Yellow Magic Orchestra; 1980 + 1993; Live At Budokan 1980.
- Quincy Jones; 1981; Quincy Jones Live at the Budokan.
- Michael Schenker Group; 1982; One Night at Budokan.
- Frank Sinatra; 1985; Live at the Budokan Hall, Tokyo

1990s:
- Tin Machine; 1992; Tin Machine Live: Oy Vey, Baby, It's My Life Tour.
- Skid Row: Live at Budokan, Tokyo 1992.
- Yellow Magic Orchestra; 1980 + 1993; Live At Budokan 1980.
- Doobie Brothers; 1993; Live at Budokan.
- Yngwie Malmsteen; 1994; video Live at Budokan 94, VHS/DVD.
- Blur; 1995-6; Live at the Budokan.
- Mr. Big; 1997; Live at Budokan, Back to Budokan.
- Journey; 1998; Frontiers Tour
- Faye Wong; 1999; "Budokan Live" (Faye Wong#1999: Venturing into Japan).

2000s:
- Bryan Adams; 2000; Live at the Budokan.
- Morning Musume; 2000; DVD Morning Musume First Live at Budōkan: Dancing Love Site 2000 Haru
- Bay City Rollers; 2001; Rollerworld: Live at the Budokan 1977.
- Ozzy Osbourne; 2002; CD/DVD Live at Budokan.
- Pearl Jam; 2003.
- Duran Duran; 11, 12 tháng 7 năm 2003; played at Budokan;[4] shows thu âm trực tiếp[5].
- Dream Theater; 2004; 2DVD/3CD Live at Budokan.
- Hikaru Utada; 28 tháng 7 năm 2004; video Utada Hikaru in Budokan 2004: Hikaru no 5.
- Judas Priest; 2005; DVD Rising in the East.
- Avril Lavigne; 2005; DVD Live at Budokan: Bonez Tour.
- Hikaru Utada; 2006; video Utada United 2006.
- Morning Musume; 2006; DVD Morning Musume Concert Tour 2006 Aki: Odore! Morning Curry
- the GazettE; 2006; DVD Standing Live Tour 2006 [Nameless Liberty.Six Guns...].
- TM Network; 2007; video TM Network -Remaster- at Nippon Budokan 2007.
- TVXQ; 2007; Tohoshinki 2nd Live Tour 2007: Five in the Black.
- Joe Hisaishi; 2008; Joe Hisaishi in Budokan – 25 years with the Animations of Hayao Miyazak.
- Mr. Big; 2009; CD/DVD Back to Budokan.
- Dir En Grey; 2009; live DVD Uroboros -With the Proof in the Name of Living.
- the pillows; 2009; live DVD Lostman Go to Budokan.

2010s:
- Backstreet Boys; 18 tháng 2 năm 2010; thu âm DVD trực tiếp Backstreet Boys: This Is Us Japan Tour 2010 trong This Is Us Tour.
- ONE OK ROCK; 2010; live DVD This Is My Budokan?!.[6]
- Morning Musume; 2011; "Ai Believe ~Takahashi Ai Graduation Memory Special~.
- F.T. Island; 2011; Live In Budokan Summer Mesengger Tour.
- T-ara; 2012; Live in Budokan, Jewelry Box tour
- U-KISS; 2012; live DVD U-KISS Live In Budokan.
- Morning Musume; 2012; Ultra Smart.
- Morning Musume; 2013; Michishige☆Eleven SOUL.
- C-ute; 2013; Queen of J-POP ~Tadoritsuita Onna Senshi~.
- T-ara; 2013; T-ara Japan Tour 2013: Treasure Box.

### Các sự kiện khác
Một buổi lễ quốc gia để tưởng niệm những người đã chết trong chiến tranh thế giới thứ hai với sự tham dự của Thủ tướng Chính phủ, Hoàng đế và Hoàng hậu được tổ chức hàng năm tại Budokan vào ngày 15 tháng 8, ngày Nhật Bản đầu hàng.